# Maulbronner Kammerchor
Der Maulbronner Kammerchor ist ein deutscher Chor, der seit 1983 besteht. Chorleiter ist seit 2016 Benjamin Hartmann.

## Über den Chor
Der Chor wurde 1983 von Jürgen Budday gegründet und ist der Chor der Klosterkonzerte Maulbronn, einem jährlichen Festival im UNESCO-Weltkulturerbe Kloster Maulbronn. Viele seiner Mitglieder sind ehemalige Schüler im Evangelischen Seminar Maulbronn. 
Der Schwerpunkt des Chores liegt auf der geistlichen A-Cappella-Musik, darüber hinaus ist er jährlich mit einem Oratorium mit bekannten Solisten bei den Klosterkonzerten zu erleben. Der Chor konzertiert in zahlreichen Kirchen Süddeutschlands sowie auch bei Festivals wie den Europäischen Wochen Passau, dem Musikfest Stuttgart, dem Festival Europäische Kirchenmusik in Schwäbisch Gmünd, dem Internationalen Chorleiterforum Limburg, beim Kultursommer Rheinland-Pfalz und beim Zimriya-Chorfestival in Jerusalem. Der Chor absolvierte Konzertreisen und Tourneen in die USA, nach Israel, Südamerika, Südafrika, Namibia, Polen und Frankreich.
Wiederholt nahm der Chor an Wettbewerben teil und errang 1998 den 1. Preis beim Deutschen Chorwettbewerb in Regensburg in der Kategorie „Erwachsenenchöre“ und gewann im selben Jahr den 1. Platz bei den Internationalen Chortagen in Prag (Praga Cantat 1998). 2009 errang das Ensemble beim Internationalen Kammerchorwettbewerb Marktoberdorf den 2. Preis. Beim Internationalen Chorwettbewerb auf Malta wurde der Chor als zweifacher Kategoriesieger und bester Chor des Wettbewerbs ausgezeichnet.
Vom Maulbronner Kammerchor liegen zahlreichen CDs und Rundfunkproduktionen (BR, MDR, SDR, Polnischer Rundfunk) vor, darunter ein Zyklus mit Oratorien von Georg Friedrich Händel.

## Diskografie

### Oratorien von G. F. Händel
- Jephtha – Oratorium in drei Akten, in englischer Originalsprache mit Emma Kirkby (Sopran), Melinda Paulsen (Mezzosopran), Charles Humphries (Altus), Julian Podger (Tenor), Stephen Varcoe (Bass), Maulbronner Kammerchor, Künstlerische Leitung: Jürgen Budday, Barockorchester der Klosterkonzerte (Konzertmitschnitt, 1998, Edition Kloster Maulbronn)
- Samson – Oratorium in drei Akten, in englischer Sprache mit Sinéad Pratschke, Michael Chance, Marc LeBrocq, Raimund Nolte, David Thomas, Maulbronner Kammerchor, Barockorchester der Klosterkonzerte, Künstlerische Leitung: Jürgen Budday (Konzertmitschnitt, 1999, Edition Kloster Maulbronn)
- Judas Maccabaeus – Oratorium in drei Akten, in englischer Originalsprache mit Sinéad Pratschke (Sopran), Catherine King (Mezzosopran), Charles Humphries (Altus), Mark LeBrocq (Tenor), Christopher Purves (Bass), Maulbronner Kammerchor, Musica Florea Prag, Künstlerische Leitung: Jürgen Budday (Konzertmitschnitt, 2000, Edition Kloster Maulbronn)
- Saul – Oratorium in drei Akten, in englischer Originalsprache mit Nancy Argenta (Sopran), Laurie Reviol (Sopran), Michael Chance (Altus), Marc LeBrocq (Tenor), Michael Berner (Tenor), Stephen Varcoe (Bass), Steffen Balbach (Bass), Hannoversche Hofkapelle, Maulbronner Kammerchor, Künstlerische Leitung: Jürgen Budday (Konzertmitschnitt, 2002, Edition Kloster Maulbronn)
- Solomon – Oratorium in drei Akten, in englischer Originalsprache mit Nancy Argenta (Sopran), Laurie Reviol (Sopran), Michael Chance (Altus), Julian Podger (Tenor), Steffen Balbach (Bass), Hannoversche Hofkapelle, Maulbronner Kammerchor, Künstlerische Leitung: Jürgen Budday (Konzertmitschnitt, 2003, Edition Kloster Maulbronn)
- Belshazzar – Oratorium in englischer Sprache mit Miriam Allan (Sopran), Michael Chance (Altus), Patrick van Goethem (Altus), Marc LeBrocq (Tenor), Stephen Varcoe (Bass), Maulbronner Kammerchor, Hannoversche Hofkapelle. Künstlerische Leitung: Jürgen Budday (Konzertmitschnitt, 2005, Edition Kloster Maulbronn)
- The Messiah – Ungekürzte Fassung des Oratoriums in drei Teilen in englischer Originalsprache mit Miriam Allan (Sopran), Michael Chance (Altus), Mark LeBrocq (Tenor) und Christopher Purves (Bass). Maulbronner Kammerchor, Hannoversche Hofkapelle. Künstlerische Leitung: Jürgen Budday (Konzertmitschnitt, 2005, Edition Kloster Maulbronn)
- Der Messias – Gesamtaufnahme des Oratoriums in drei Teilen von Georg Friedrich Händel, bearbeitet von Wolfgang Amadeus Mozart mit Marlis Petersen (Sopran), Margot Oitzinger (Alt), Markus Schäfer (Tenor), Marek Rzepka (Bass), Maulbronner Kammerchor, Hannoversche Hofkapelle. Künstlerische Leitung: Jürgen Budday (Konzertmitschnitt, 2006, Edition Kloster Maulbronn)
- Joshua – Ungekürzte Fassung von 1748 des Oratoriums in englischer Sprache von Georg Friedrich Händel mit Miriam Allan (Sopran), David Allsopp (Countertenor), Mark LeBrocq (Tenor), James Rutherford (Bass), Hannoversche Hofkapelle, Maulbronner Kammerchor. Künstlerische Leitung: Jürgen Budday (Konzertmitschnitt, 2007, Edition Kloster Maulbronn)
- Jephtha – 15 Jahre Edition Kloster Maulbronn – Gesamtaufnahme in englischer Originalsprache mit Kirsten Blaise (Sopran), Annelie Sophie Müller (Mezzosopran), David Allsopp (Altus), Benjamin Hulett (Tenor), Simon Bailey (Bass), Ensemble il capriccio, Künstlerische Leitung: Jürgen Budday (Konzertmitschnitt, 2012, Edition Kloster Maulbronn)

### Vokalmusik a cappella
- All meine Herzgedanken – Chormusik der Romantik, Maulbronner Kammerchor, Künstlerische Leitung: Jürgen Budday, 1991
- Tröste mich wieder – Geistliche Chormusik, Maulbronner Kammerchor, Künstlerische Leitung: Jürgen Budday, 1993
- Von morgens früh... und bis zur Nacht – Ein musikalischer Tagesablauf nach der Tradition der Stundengebete. Maulbronner Kammerchor, Künstlerische Leitung: Jürgen Budday (1999, Edition Kloster Maulbronn)
- Du verwandelst meine Klage in einen Reigen – Geistliche Chormusik. Maulbronner Kammerchor, Künstlerische Leitung: Jürgen Budday, 2003
- Der Mensch lebt und bestehet – Geburt – Endlichkeit – Ewigkeit. Maulbronner Kammerchor, Künstlerische Leitung: Jürgen Budday. Konzertmitschnitt aus der Klosterkirche Maulbronn (2006, Edition Kloster Maulbronn).
- Die Nacht leuchtet wie der Tag. Maulbronner Kammerchor, Künstlerische Leitung: Jürgen Budday. Konzertmitschnitt aus der Klosterkirche Maulbronn 2010.
- Liebe & Leid – Geistliche und Weltliche Chormusik mit Werken zu Liebe und Leid. Aufnahme aus dem Kloster Maulbronn für 4- bis 12-stimmigen gemischten Chor. Maulbronner Kammerchor, Künstlerische Leitung: Jürgen Budday (2014, Edition Kloster Maulbronn).
- Von Gott – zu Gott – Verheißungen und Gebete. Aufnahme aus der Schlosskirche Bad Homburg mit Werken für vier- bis achtstimmigen Chor (2016, Edition Authentic Classical Concerts)[8]

### Sonstige Veröffentlichungen
- Gioachino Rossini: Petite Messe solennelle (Messe) in der Fassung für zwei Klaviere und Harmonium mit Laura de Souza (Sopran), Dalia Schaechter (Alt), Keith Ikaia Purdy (Tenor), Max Wittges (Bass), Ennio Pastorino und An Li Pang (Klaviere), Carlotte Lootgieter (Harmonium), Künstlerische Leitung: Jürgen Budday (Konzertmitschnitt, 1996)
- Johann Sebastian Bach: Vom Reiche Gottes. Großkantate mit Arien, Chören und Chorälen aus 18 Bachkantaten, in einer Zusammenstellung von Hans Grischkat in historischer Aufführungspraxis. Mit Heike Heilmann (Sopran), Franz Vitzthum (Altus), Johannes Mayer (Tenor), Falko Hönisch (Bass), Ensemble il capriccio, Künstlerische Leitung: Jürgen Budday (Konzertmitschnitt, 2013)
- Johann Sebastian Bach: Johannespassion. Gesamtaufnahme der Urfassung von 1724 in historischer Aufführungspraxis. Mit Daniel Johannsen (Tenor, Evangelist), Tobias Berndt (Bass, Christusworte), Sophie Klußmann (Sopran), David Allsopp (Altus, Countertenor), Benjamin Hulett (Tenor), Josef Wagner (Bass), Ensemble il capriccio, Künstlerische Leitung: Jürgen Budday (Konzertmitschnitt, 2015)

### Uraufführung
- Nikolaus Brass: Musik für Augustinus, (2004/2005) für gemischten Chor und zwei Schlagzeuger. Texte: 1. Brief des Paulus an die Korinther (Kap. 1, V. 22–25, 26–31); Augustinus von Hippo (Gebet). Dauer: ~30’. UA 15. Juli 2005 Schwäbisch Gmünd (Augustinuskirche / Festival Europäische Kirchenmusik; Künstlerische Leitung: Jürgen Budday)

1. Introitus (Chor und Schlagzeug); 2. Meditation I (Chor und Schlagzeug); 3. Meditation II (Chor und Schlagzeug); 4. Zwischenmusik – Vater unser (Schlagzeug: Glocken, Steel Drums); 5. Gebet (Chor und Schlagzeug)